# Nediljko Labrović
Nediljko Labrović (Split, 10. listopada 1999.) hrvatski je nogometni vratar. Trenutačno igra za Augsburg.
Za Hrvatsku je debitirao 26. ožujka 2024. u prijateljskoj utakmici protiv Egipta gdje je Hrvatska slavila s 4:2.

## Vanjske poveznice
- Profil, Hrvatski nogometni savez
- Profil, Transfermarkt (engl.)